# Сідро (Нью-Мексико)
Сідро (англ. Cedro) — переписна місцевість (CDP) в США, в окрузі Берналільйо штату Нью-Мексико. Населення — 416 осіб (2020).

## Географія
Сідро розташоване за координатами 35°1′5″ пн. ш. 106°21′3″ зх. д. / 35.01806° пн. ш. 106.35083° зх. д. (35.018159, -106.350696).  За даними Бюро перепису населення США в 2010 році переписна місцевість мала площу 13,85 км², уся площа — суходіл.

## Демографія
Згідно з переписом 2010 року, у переписній місцевості мешкало 430 осіб у 197 домогосподарствах у складі 119 родин. Густота населення становила 31 особа/км².  Було 239 помешкань (17/км²).
Расовий склад населення:
| - 89,5 % — білих - 0,7 % — корінних американців - 0,7 % — азіатів - 0,2 % — чорних або афроамериканців - 7,0 % — осіб інших рас |

До двох чи більше рас належало 1,9 %. Частка іспаномовних становила 21,9 % від усіх жителів.
За віковим діапазоном населення розподілялося таким чином: 20,2 % — особи молодші 18 років, 68,4 % — особи у віці 18—64 років, 11,4 % — особи у віці 65 років та старші. Медіана віку мешканця становила 48,8 року. На 100 осіб жіночої статі у переписній місцевості припадало 109,8 чоловіків;  на 100 жінок у віці від 18 років та старших — 110,4 чоловіків також старших 18 років.
Медіана доходів становила 88 906 доларів для чоловіків та 88 194 долари для жінок. За межею бідності перебувало 21,9 % осіб, у тому числі 21,4 % дітей у віці до 18 років та 0,0 % осіб у віці 65 років та старших.
Цивільне працевлаштоване населення становило 118 осіб. Основні галузі зайнятості: науковці, спеціалісти, менеджери — 35,6 %, освіта, охорона здоров'я та соціальна допомога — 28,0 %, публічна адміністрація — 21,2 %.